# Pseudonapomyza hypoestis
Pseudonapomyza hypoestis este o specie de muște din genul Pseudonapomyza, familia Agromyzidae, descrisă de Erich Martin Hering în anul 1957. Conform Catalogue of Life specia Pseudonapomyza hypoestis nu are subspecii cunoscute.